# Obermeyer
Obermeyer ist ein deutscher Familienname.

## Herkunft und Bedeutung
Obermeyer ist eine Variante des Familiennamens Meier.

## Varianten
- Obermaier, Obermeier, Obermair, Obermayer, Obermayr, Obermeir

## Namensträger
- Anna Amelia Obermeyer (1907–2001), südafrikanische Botanikerin
- Arne Obermeyer (* 1984), deutscher Synchronsprecher
- Karl Obermeyer (1874–1955), deutscher Politiker (SPD)
- Klaus Obermeyer (* 1919), deutsch-amerikanischer Textil-Unternehmer
- Leonhard Obermeyer (1924–2011), deutscher Ingenieur; Gründer der Firma Obermeyer Planen + Beraten